# Carles Hug de Borbó i Parma
Carles Hug de Borbó-Parma (París, 8 d'abril de 1930 - Barcelona, 18 d'agost de 2010) des de 1977 va ser cap de la Casa de Borbó-Parma i duc de Parma i Piacenza (Carles IV de Parma). També va ser des de 1975 pretendent carlí al tron espanyol (Carles Hug I).
El 29 d'abril de 1964 es casà amb la princesa Irene dels Països Baixos. Les noces es va celebrar a la basílica de Santa Maria Major de Roma (Itàlia). D'aquest matrimoni en van néixer quatre fills: Carles Xavier, príncep de Piacenza i duc de Madrid (1970); Margarida, comtessa de Colorno; Jaume, comte de Bardi i duc de Sant Jaume (1972) i Carolina de Borbó-Parma, marquesa de Sala i duquessa de Guernica (1974). Es van divorciar el 1981.

## Biografia

### Primers anys
Carles Hug de Borbó-Parma era fill de Xavier de Borbó-Parma i de Magdalena de Bourbon-Bousset.
En finalitzar la II Guerra Mundial, Carles Hug va cursar al Canadà estudis, que va completar després del seu retorn al continent europeu, on es va doctorar per la Universitat de la Sorbona (França) i en Ciències Econòmiques per la Universitat de Oxford (Regne Unit), sent el primer príncep espanyol a adquirir una formació completament universitària en la qual predominarien els coneixements filosòfics i humanistes sobre els purament militars del que posteriorment li serveix per iniciar-se al món laboral treballant al Deutsche Bank, cosa que li va permetre conèixer de primera mà la política econòmica que portaria a l'anomenat "Miracle Alemany".

### Reconstrucció i renovació del carlisme (1957-1972)
El 1956, el seu pare el va enviar a Espanya per a reconstruir l'organització de la Comunió Tradicionalista i aprendre espanyol. Carles Hug s'instal·la llavors d'incògnit a Bilbao, a la casa del sindicalista carlí Pere Olaortua. Des del primer moment va establir contacte amb els joves de l'AET, organització universitària, que representava un nou corrent renovadora en el carlisme. En l'acte de Montejurra de 1957 seria presentat oficialment al poble carlí com a Príncep d'Astúries. El 1958 va tornar a Montejurra, pronunciant un discurs, en el qual afirmarà que "No hi haurà democràcia sense la nostra Monarquia Tradicional", a la qual definirà com "Monarquia Federativa i Sindical", en el seu missatge de Montejurra 1959.
Va realitzar nombrosos viatges per Espanya, unes vegades tolerats pel règim franquista i d'altres no. Per a conèixer de primera mà la realitat de la classe treballadora espanyola, va treballar durant l'estiu de 1962 en la mina asturiana El Sotón.
Des del cessament com a Cap Delegat de Fal Conde, antifranquista intransigent, l'any 1955, la nova direcció de la Comunió Tradicionalista, davant la consolidació de la dictadura, la progressiva pèrdua de pes polític de la Falange i les promeses governamentals de reformes institucionals en una direcció tradicionalista, va anar desenvolupant una política d'aproximació i diàleg amb sectors del règim, per tal d'evitar que la futura monarquia fos la de la dinastia liberal en lloc de la carlista. En el marc d'aquesta estratègia, el 1962 Carles Hug es va reunir amb el dictador Francisco Franco al Palau Reial d'El Pardo. Franco li va parlar de la necessitat d'aconseguir la unitat de tots els monàrquics, a la qual cosa, Carles Hug va contestar que sí però que havia de ser "la unitat dels monàrquics del 18 de juliol", en referència a la nul·la participació popular dels monàrquics de l'altra branca dinàstica en el cop d'Estat. Durant la dictadura franquista, el discurs del carlisme era particular en la mesura que en què reivindicava el paper del requetè a la guerra civil però en canvi criticava el règim franquista. Carles Hug també li va plantejar a Franco la necessitat d'una evolució a un règim nou de llibertats democràtiques. L'any 1962 Carles Hug en una avioneta va sobrevolar Montejurra durant els actes anuals, en els quals es van fer concessions retòriques a la Falange, que la premsa del règim van qualificar com un «cant a la unitat entre els que van combatre en la Croada».
El 29 de setembre de 1961, el seu pare li transmetria el títol de Duc de Sant Jaume. El 8 de febrer de 1964, el seu pare li transmetria el títol de Duc de Madrid, amb motiu del seu enllaç matrimonial amb la princesa Irene dels Països Baixos.
El 1964 després d'unes gestions amb Carles Feliu de Travy va aconseguir la reincorporació a la Comunió Tradicionalista de la gran majoria dels seguidors de la Regència Nacional i Carlista d'Estella (RENACE) de Maurici de Sivatte.
Durant aquests anys Carles Hug va connectar amb els sectors més progressistes de la Comunió Tradicionalista agrupats majoritàriament al volant de l'AET i el MOT, iniciant-se la renovació ideològica del carlisme, procés molt influenciat per les noves idees del Concili Vaticà II, que es va fer especialment evident a partir dels actes de Montejurra de 1965, que van estar centrats en la demanda d'una democràcia social i federal sota el lema "Monarquia, Pau, Poble, Democràcia". El Congrés Nacional Carlista de 1966 va ser important en aquesta dinàmica, amb la designació de José María Zavala com a secretari general. El 1966 Carles Hug en unes declaciones per al diari New York Herald Tribune definia el seu projecte democràtic per a Espanya com "monàrquic, representatiu i socialista".
El 9 de desembre de 1967, en un acte legitimista celebrat a Lisboa, el seu pare li concediria la Gran Creu de l'Ordre de la Legitimitat Proscripta.
L'1 de juliol de 1968 va participar en el I Curset de la Joventut Carlista a Pamplona. El 15 de desembre de 1968 va acompanyar al seu pare en un acte carlí a monestir de Valvanera, en el qual va ser reconeguda formalment la personalitat regional de La Rioja, que dins de l'organització política de la Comunió Tradicionalista va passar a ser integrada dins el «País Basc-Navarro».
El 1968, el règim franquista va expulsar a Carles Hug d'Espanya i l'any següent el seu rival Joan Carles de Borbó va ser nomenat com a futur rei. Segons Jordi Canal aquest fet va suposar l'abandonament de manera brusca de l'estratègia que consistia a bascular entre l'oposició i la col·laboració amb el règim franquista, i es van fer passos de gegant en el que els partidaris de Carles Hug van designar com la "clarificació ideològica" del carlisme, que va desembocar en la formulació d'un carlisme socialista autogestionari. El 1971 a Arbona en un congrés de la Comunió Tradicionalista, es va decidir recuperar la denominació que consideraven original de l'organització: Partit Carlí.
Després d'una entrevista amb un periodista famós, el periodista va comentar: Ara entenc perquè Franco escollí Joan Carles com a successor.

### Direcció del Partit Carlí (1972-1979)

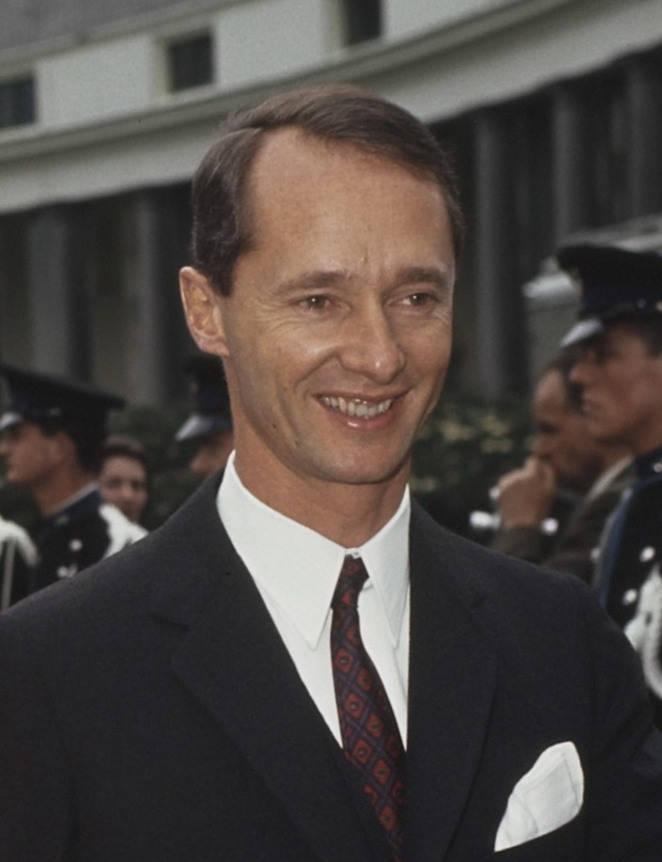
Carles Hug de Borbó-Parma (1968)

El 1972 el seu pare Don Xavier després d'un accident de trànsit va delegar en ell la direcció del Partit Carlí.
El 20 d'abril de 1975 en abdicar el seu pare als drets a la Corona espanyola, es va convertir en el pretendent carlí a la Corona, a més de retenir la presidència del Partit Carlí.
El març de 1976 va intentar entrar a Espanya però les autoritats no li van donar autorització i no va poder sortir de l'aeroport de Madrid-Barajas. Va tornar clandestinament per a presidir el actes anuals del Partit Carlí a Montejurra, però aquest any es va produir una agressió terrorista a la militància carlina coneguda com els fets de Montejurra, a conseqüència de la l'anomenada Operació Reconquista. La jornada va acabar amb la mort de dos seguidors de Carles Hug a mans d'ultradretans espanyols, italians i argentins.
El 27 de juny de 1976 va presidir un acte pel dret d'autodeterminació dels pobles celebrat al monestir de Sant Miquel de Cuixà pels partits carlins de Catalunya, del País Valencià i de les Illes Balears.
Durant la Transició publicaria diversos articles al diari El País.
Va poder tornar definitivament a finals de 1977 i el 1979 se li va atorgar la nacionalitat espanyola. Després d'una entrevista amb el rei Joan Carles l'any 1978, segons Isidre Molas, Carles Hug va anunciar que deixava de reclamar els seus drets dinàstics, tot i no renunciar-ne. A les eleccions generals espanyoles de 1979 va encapçalar la candidatura del Partit Carlí a Navarra, on va aconseguir 19.522 vots (7,7%) però sense escó. Després del fracàs electoral, el novembre de 1979 va renunciar a la presidència del partit i l'abril de 1980 va deixar l'organització, abandonant així la política activa. El 1981 va marxar als Estats Units, on va exercir com a professor a la Universitat Harvard.

### Últims anys
El 2 de setembre de 1996 Carles Hug va presidir un acte desenvolupat a la Basílica de Santa Maria de la Stecatta, de Parma, lloc on es troben enterrats els antics ducs regnants. En aquell esdeveniment va restaurar les històriques Ordres dinàstiques de la seva Casa (Ordre Constantiniana de Sant Jordi, etc.), les quals actualment gaudeixen del reconeixement oficial de la República d'Itàlia, i va transferir diversos títols vinculats al Ducat als seus quatre fills: príncep de Piacenza, a Carles Xavier; comtessa de Colorno, a Margarida; comte de Bardi, a Jaume; i marquesa de Sala, a Carolina.
El 1999 es va traslladar a viure a Brussel·les.
Participava de manera habitual en actes de caràcter cultural relacionats amb el Ducat de Parma o amb el legitimisme carlista, per la seva condició de cap de la Casa de Borbó-Parma així com de titular de la Dinastia carlista. Va reiterar en moltes oportunitats que no havia renunciat ni per a ell ni per als seus successors a cap dels drets que, segons els seus seguidors, legítimament li corresponien, però que la prioritat política eren les llibertats populars.
L'única formació política a la qual Carles Hug de Borbó-Parma sempre va reconèixer com carlista i legítima continuadora del carlisme històric va ser el Partit Carlí.
El 1999 va reactivar l'antiga Ordre de la Legitimitat Proscripta, realitzant tres actes públics de reunió amb antics militants carlins el 30 de maig a Vila-real (País Valencià), el 5 de juny a Roa (Burgos), i l'endemà al Castell de Javier (Navarra). Igualment la va dotar d'uns estatuts, que mai havia tingut fins llavors, i va modificar la seva denominació passant a ser Reial Ordre de la Legitimitat Proscripta (ROLP).
Des de la celebració d'un acte legitimista a Arbona el 28 de setembre de 2003, va començar a utilitzar el títol carlista de comte de Montemolín. En aquest mateix acte va transferir els tradicionals títols carlistes de duc de Madrid i de duc de Sant Jaume als seus fills Carles Xavier i Jaume.
El 2004 va publicar el llibre Algunas reflexiones sobre el socialismo del siglo XXI amb la Biblioteca Popular Carlista (pertanyent a l'entorn del Partit Carlí). El 2006 va prologar l'obra Drets històrics, Constitució i llibertats de l'històric dirigent carlista català Carles Feliu de Travy.
El març de 2010 va acudir a la inauguració del Museu d'Història del Carlisme a Estella (Navarra), mostrant el seu descontentament pel caràcter parcial i folklòric d'aquest museu, fent constar que: «Al Museu trobo a faltar la visió de l'aspecte ideològic del carlisme, quant a moviment de successió ja moviment polític».
Després de morir l'any 2010, el va succeir com a duc de Parma i pretendent carlista el seu fill Carles Xavier de Borbó i Parma.

## Obres
- Qué es el Carlismo (1976)
- La vía carlista al socialismo autogestionario (1977)
- Pròleg a Don Javier, una vida al servicio de la libertad (1997)
- Algunas reflexiones sobre el socialismo del siglo XXI (2004)
- Pròleg a Drets històrics, Constitució i llibertats (2006)